# Tour de Romandía 1988
La 42.ª edición del Tour de Romandía se disputó del 10 de mayo al 15 de mayo de 1988 con un recorrido de 896,4 km dividido en un prólogo inicial y 6 etapas, con inicio en La Chaux de Fonds, y final en Ginebra.
El vencedor fue el holandés Gerard Veldscholten, cubriendo la prueba a una velocidad media de 39,3 km/h.

## Etapas[1]
| Etapa   | Recorrido                  | Km    | Ganador         |
| Prólogo | La Chaux de Fonds          | 7,9   | Tony Rominger   |
| 1.ª     | La Chaux de Fonds-Delémont | 162,9 | Bruno Hürlimann |
| 2.ª     | Delémont-Courtemaiche      | 160,3 | Gianni Bugno    |
| 3.ª     | Porrentruy-Friburgo        | 197,2 | Bob Roll        |
| 4.ªa    | Avry sur Matran-Monthey    | 89,8  | Frans Maassen   |
| 4.ªb    | Monthey-La Tzoumaz         | 90    | Urs Zimmermann  |
| 5.ª     | La Tzoumaz-Ginebra         | 188,3 | Davis Phinney   |

## Clasificaciones
Así quedaron los diez primeros de la clasificación general de la segunda edición del Tour de Romandía
| \| 1. \| Gerard Veldscholten \| Países Bajos \| 22h 48'01" \| \| \| 2. \| Tony Rominger \| Suiza \| + 08" \| \| \| 3. \| Urs Zimmermann \| Suiza \| + 22" \| \| \| 4. \| Andrew Hampsten \| Estados Unidos \| + 33" \| \| \| 5. \| Jean-François Bernard \| Francia \| + 39" \| \| \| 6. \| Pedro Delgado \| España \| + 1'29" \| \| \| 7. \| Beat Breu \| Suiza \| + 1'33" \| \| \| 8. \| Marco Giovannetti \| Italia \| + 1'38" \| \| \| 9. \| Marc Madiot \| Francia \| + 1'47" \| \| \| 10. \| Omar Hernández \| Colombia \| + 1'49" \| \| |                       |                |            |  |
| 1. | Gerard Veldscholten   | Países Bajos   | 22h 48'01" |  |
| 2. | Tony Rominger         | Suiza          | + 08"      |  |
| 3. | Urs Zimmermann        | Suiza          | + 22"      |  |
| 4. | Andrew Hampsten       | Estados Unidos | + 33"      |  |
| 5. | Jean-François Bernard | Francia        | + 39"      |  |
| 6. | Pedro Delgado         | España         | + 1'29"    |  |
| 7. | Beat Breu             | Suiza          | + 1'33"    |  |
| 8. | Marco Giovannetti     | Italia         | + 1'38"    |  |
| 9. | Marc Madiot           | Francia        | + 1'47"    |  |
| 10. | Omar Hernández        | Colombia       | + 1'49"    |  |